# 間宮氏
間宮氏（まみやし）は、現代の神奈川県横浜市域にあたる武蔵国久良岐郡に居住し、北条氏、後北条氏、武田氏、徳川氏に仕えた一族である。宇多源氏佐々木氏の分流。

## 一族概要
現代の神奈川県横浜市港南区笹下にあった笹下城を本拠とし、間宮信元・間宮康俊の代には後北条氏配下の玉縄衆に所属していた。
また、間宮綱信も北条氏照の重臣であり、武蔵国久良岐郡氷収沢郷（現在の横浜市磯子区氷取沢町付近）に所領を有していた。八王子城が落城した後、綱信は徳川幕府の幕臣となった。子孫は500石の旗本となり、氷取沢村周辺を知行していたという。
なお、氷取沢村のほかにも、久良岐郡直轄領の代官は間宮彦次郎が務め、久良岐郡杉田村の支配を間宮信繁が行っていた。
なお、間宮綱信の子孫にあたる人物として、江戸時代後期の旗本・間宮士信がいる。士信は『小田原編年録』を編纂した。この文献は、後北条氏・間宮氏研究において有用な史料となっている。